# Музей Петра Шекерика-Доникового
Музей Петра Шекерика-Доникового — меморіальний музей пам'яті українського гуцульського громадського і політичного діяча, етнографа, письменника, учасника визвольних змагань Петра Шекерика-Дониківа (1889—1940) у смт Верховина Івано-Франківської області за адресою: вулиця Черемшини 1.

## Опис
25 червня 2018 на Івано-Франківщині відкрили музей Петра Шекерика-Дониківа.
Музей облаштувала його родичка Надія Маківничук у хаті, де він колись проживав.
Петро Шекерик-Доників народився у 1889 році на Верховинщині. У 30-х роках минулого століття був війтом Верховини, послом до польського Сейму та активним громадським діячем, який співпрацював із Іваном Франком, Михайлом Коцюбинським, Гнатом Хоткевичем та Станіславом Вінцензом.
Він написав книжку «Дідо Иванчік» гуцульським діалектом, яка розповідає про життя гуцулів у XIX-ХХ столітті, їхні звичаї та вірування.

## Експонати
До музейної колекції належать старі фотографії, архівні документи, листи Петра Шекерика-Дониківа та його особисті речі. Також є парта за якою навчався Шекерик-Доників.